# Pseudonicsara clavus
Pseudonicsara clavus är en insektsart som beskrevs av Sigfrid Ingrisch 2009. Pseudonicsara clavus ingår i släktet Pseudonicsara och familjen vårtbitare.

## Underarter
Arten delas in i följande underarter:
- P. c. clavus
- P. c. carinata